# ローレル郡 (ケンタッキー州)
ローレル郡（英: Laurel County）は、アメリカ合衆国ケンタッキー州の南部に位置する郡である。2010年国勢調査での人口は58,849人であり、2000年の52,715人から11.6%増加した。郡庁所在地はロンドン市（人口10,003人）であり、同郡で人口最大の都市でもある。
ローレル郡はウィットリー郡およびノックス郡と共にロンドン小都市圏を構成している。
ローレル郡は制限付き「ドライ郡」（禁酒郡）に分類される。アルコール飲料の販売はその地域の住民投票で認められた特定の場所を除いてが禁止されている。ロンドン市では、100席以上があるレストランで、売り上げの70%以上が料理による場合にのみ、販売が認められている。

## 歴史
ローレル郡はケンタッキー州の郡では18番目であり、1825年12月12日に成立した州議会の法で、ロックキャッスル郡、クレイ郡、ノックス郡、ウィットリー郡のそれぞれ一部を合わせて設立された。しかし、実際の郡としての運営は1826年3月から始まった。郡内では南北戦争中に重要だがあまり知られていない戦闘であるワイルドキャット山の戦いが起きた。これは1861年10月にこの戦争中でも大きな拠点だったビッグヒルで南軍の前進を北軍が止めたものだった。
この郡は、ケンタッキー・フライドチキン発祥の地である。1930年、ハーランド・デイビッド・サンダース（通称カーネル・サンダース）は、ノースコービンの町 (North Corbin, Kentucky) に「サンダース・カフェ」を開いた。「サンダース・カフェ」は現在博物館 (Harland Sanders Café and Museum) となっており、アメリカ合衆国国家歴史登録財となっている。鶏肉に関わる歴史があるこの郡では、毎年世界チキン・フェスティバルが開催されており、4日間の祭りに25万人に及ぶ観客を集めている。

## 地理
アメリカ合衆国国勢調査局に拠れば、郡域全面積は443.74平方マイル (1,149.3 km2)であり、このうち陸地435.67平方マイル (1,128.4 km2)、水域は8.07平方マイル (20.9 km2)で水域率は1.82%である。ローレル川湖の一部が郡内に入っている。

### 隣接する郡
- ジャクソン郡 - 北東
- クレイ郡 - 東
- ノックス郡 - 南東
- ウィットリー郡 - 南
- マクリアリィ郡 - 南西
- プラスキ郡 - 西
- ロックキャッスル郡 - 北西

### 国立保護地域
- ダニエル・ブーン国立の森（部分）

## 人口動態
以下は2000年国勢調査による人口統計データである。
| 基礎データ - 人口: 52,715人 - 世帯数: 20,353 世帯 - 家族数: 15,366 家族 - 人口密度: 47人/km2（121人/mi2） - 住居数: 22,317軒 - 住居密度: 20軒/km2（51軒/mi2） 人種別人口構成 - 白人: 95.66% - アフリカン・アメリカン: 1.63% - ネイティブ・アメリカン: 0.37% - アジア人: 0.35% - 太平洋諸島系: 0.01% - その他の人種: 0.08% - 混血: 0.90% - ヒスパニック・ラテン系: 0.55% 2010年の国勢調査では以下のようだった。 - 白人またはヨーロッパ系アメリカ人: 97.00% - インディアン: 0.3% - アフリカ系アメリカ人: 0.7% 年齢別人口構成 - 18歳未満: 25.4% - 18-24歳: 9.2% - 25-44歳: 30.4% - 45-64歳: 23.5% - 65歳以上: 11.5% - 年齢の中央値: 36歳 - 性比（女性100人あたり男性の人口） - 総人口: 95.6 - 18歳以上: 92.81 | 世帯と家族（対世帯数） - 18歳未満の子供がいる: 35.2% - 結婚・同居している夫婦: 60.6% - 未婚・離婚・死別女性が世帯主: 11.4% - 非家族世帯: 24.5% - 単身世帯: 21.7% - 65歳以上の老人1人暮らし: 8.2% - 平均構成人数 - 世帯: 2.56人 - 家族: 2.97人 収入と家計 - 収入の中央値 - 世帯: 27,015米ドル - 家族: 31,318米ドル - 性別 - 男性: 27,965米ドル - 女性: 19,757米ドル - 人口1人あたり収入: 14,165米ドル - 貧困線以下 - 対人口: 21.3% - 対家族数: 17.8% - 18歳未満: 28.8% - 65歳以上: 20.1% |

## 都市と町
- ロンドン - 郡庁所在地

### 未編入の町
- アトランタ
- イーストバーンスタット
- レイク
- ノースコービン

## 教育
郡内には2つの公共教育学区がある。
- ローレル郡教育学区[5] — 幼稚園1園、小学校11校、中学校2校、高校2校を管轄している
- イーストバーンスタット独立教育学区[6] — 幼稚園から8年生までの学校1校を管轄している。地区内の高校生はローレル郡教育学区にある高校2校のうちどちらかに入学する

## 著名な出身者
- ダレル・スコット、作詞家、ディクシー・チックス、ブラッド・ペイズリーなどに詩を書いた、ロンドン市生まれ